# 江尻停留場
江尻停留場（えじりていりゅうじょう）は、富山県高岡市江尻にある万葉線の停留場。

## 歴史
- 1948年（昭和23年）4月10日：富山地方鉄道の地鉄高岡（現・高岡駅） - 伏木港間の開業により中間駅として開設。
- 1959年（昭和34年）4月1日：事業譲渡により、加越能鉄道の駅となる。
- 2002年（平成14年）4月1日：事業譲渡により、万葉線の駅となる。

## 停留場構造
相対式ホーム2面2線の地上駅であり、上屋およびスロープが設置され、バリアフリー化されている。

## 停留場周辺
- イオン高岡江尻店
- 高岡信用金庫江尻出張所
- 氷見伏木信用金庫旭ヶ丘支店

## 隣の停留場
万葉線
■万葉線（高岡軌道線）
市民病院前停留場 - 江尻停留場 - 旭ヶ丘停留場